# オイルパステル

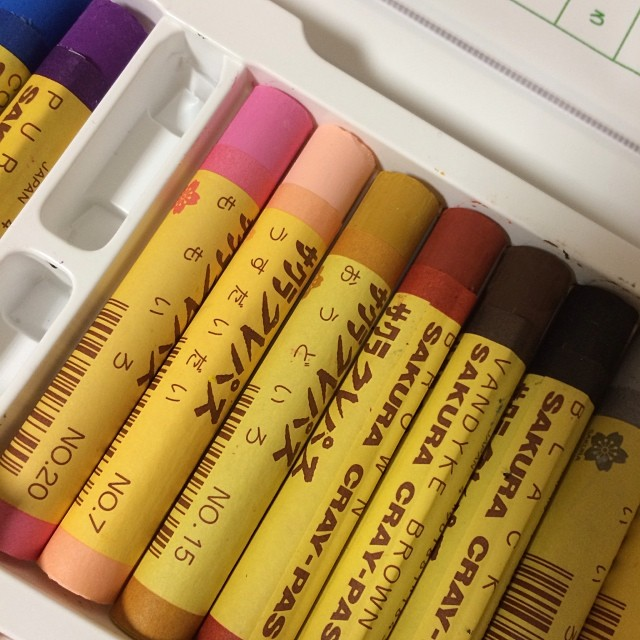
オイルパステル（サクラクレパス）

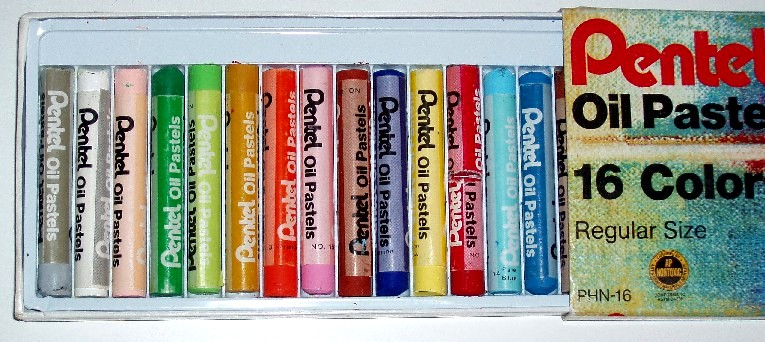
オイルパステル（ぺんてる）

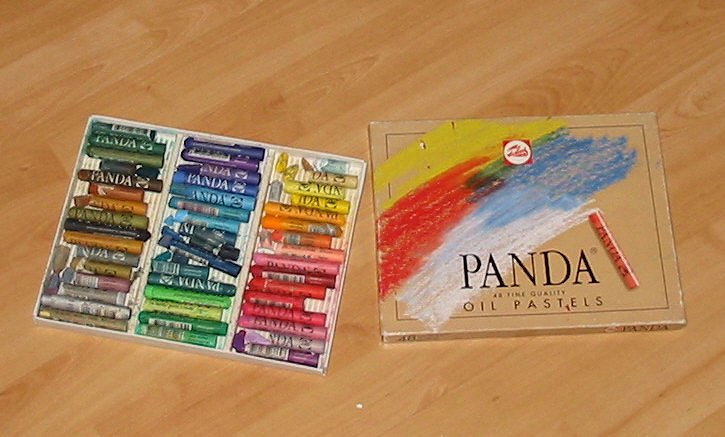
オイルパステル（ロイヤルターレンス）

オイルパステル（英: oil pastel）は、棒状の油性固形描画材の一種である。油性のパステル類または軟質のクレヨン類に分類される。
クレヨンの主原料である着色顔料と蝋に加え、液体油と体質顔料を含むため、軟らかく画面上での盛り上げや伸ばしも可能で、より技法に富む。

## 歴史
日本発祥の描画材であり1925年に「クレパス」（英: Cray-Pas、サクラクレパス社の商品名）の名で誕生した。これは大正時代に自由画教育運動を推進した山本鼎の要望を契機としたもので、使用は簡便であるが硬く線描以外の発展性に乏しかったクレヨンと、応用性は高いが粉状で定着性のないパステルの長所を併せ持ち、かつ廉価であることを条件として同社の佐々木昌興らによって開発されたものである。クレパスの名は画材名のようにも知られるが登録商標であり、他社製品も含める場合、日本では一般名として「パス」も用いられる。
アメリカでは1940年にPrang社が学童用オイルパステルを製造、ヨーロッパでは1949年にフランスのセヌリエがアンリ・ゲッツとパブロ・ピカソの要望を受けて専門家用オイルパステルの製造を開始する。この他、現在までに国内外の画材メーカーが様々な製品を製造している。
当初から児童画に盛んに用いられ、特に日本ではその割合が多いが、ヨーロッパでは一般の画家にも比較的使われる。濃密な質感を表現できることから、第二次世界大戦中には洋画家の間で油絵具の代用として使われたこともあるが、その後の定着には至っていない。

## 特徴
- 不透明調であり、光沢を抑えた質感を持つ。
- 定着剤を必要としない。
- 指や布で画面上での伸ばしや混色ができる。
- 硬いクレヨンとは違い、下地を覆い隠す面塗りが容易にできる。
- 色の上に重ね塗りができる。層状に重ねた部分を掻き落とすスクラッチ技法ができる。
- こすりつけたり熱して盛りつけることでインパスト（英語版）（絵具の盛り上がり）風のマチエールが作れる。
- 油絵用の揮発性油で溶かせる（揮発性油は有毒・可燃物であり取扱注意）。
- 粗面であれば（製品によっては光沢面でも）様々な材質に描画できる。工業用固形マーカーとしても利用される[6][7][8]。

作品完成後も画面は塑性を保ち、こすれば色移りするため、画面保護剤としてコーティング用のワニスも利用される。また、経年変化により油分の浸透やブルームが生じることもあり、ブルームを抑える目的でも保護剤が利用される。
直接手で触れる画材であり、多くの製品には安全性の高い材料が使用される。欧州統一規格EN 71（CEマーク）、米国画材・工芸材料協会の承認（ACMI APマーク）、国際規格ISO 8124に適合した製品には重金属などの有害物質が含まれない。日本工業規格JIS S 6026「クレヨン及びパス」もEN 71準拠の安全規格を定義するが、1998年以降JISマークは利用されず、規格に沿った自主検査が行われている。

## ギャラリー

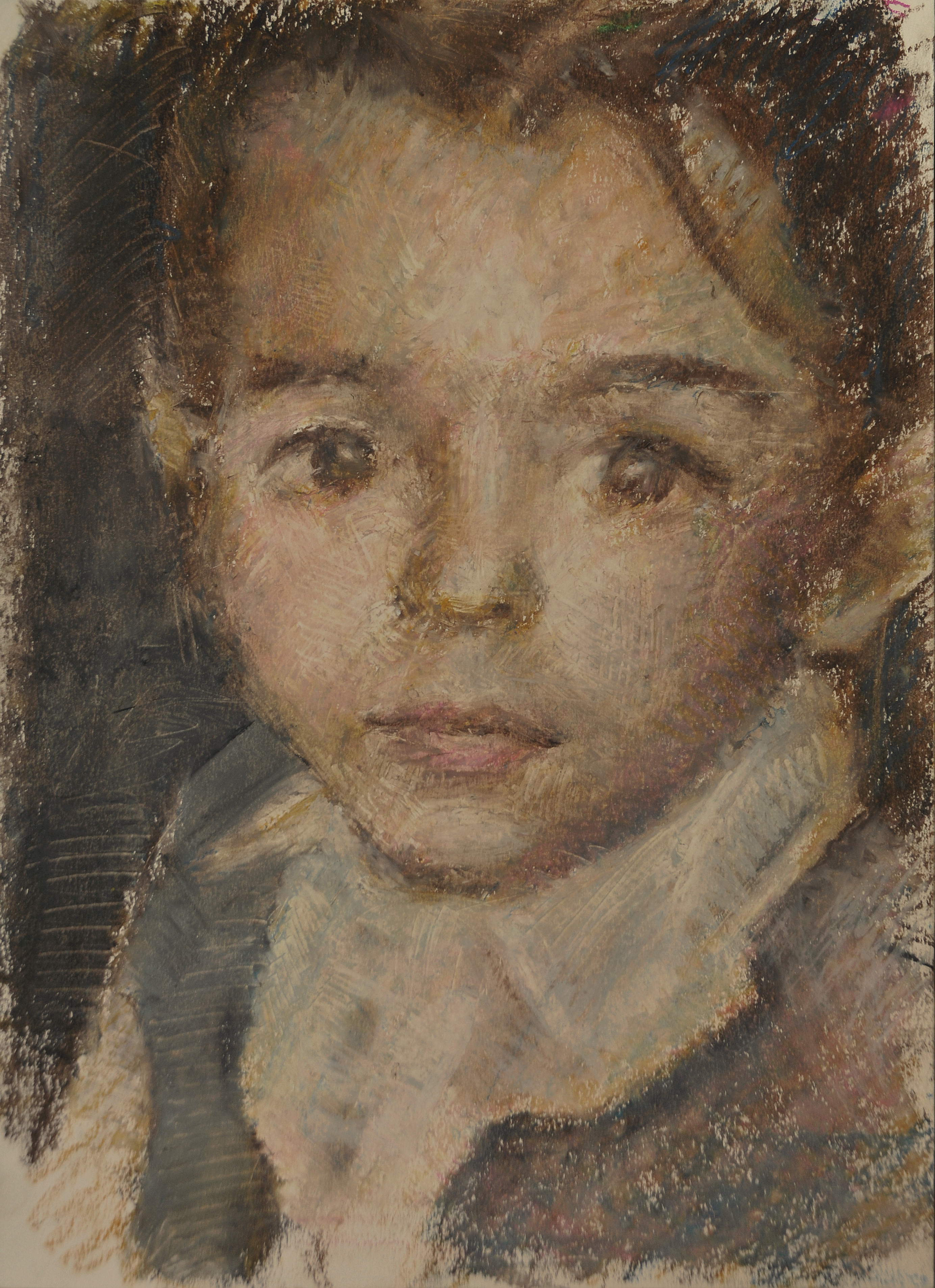
混色やスクラッチ技法の応用。
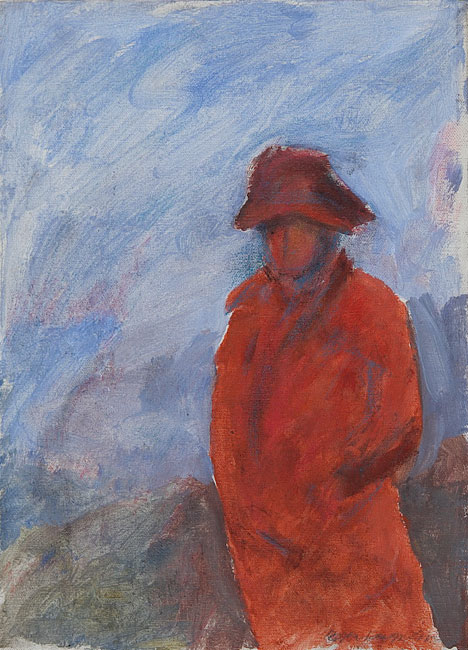
アクリル絵具との混合技法。Napoleon Alone、ハイム・コッペルマン（英語版）、制作年不詳
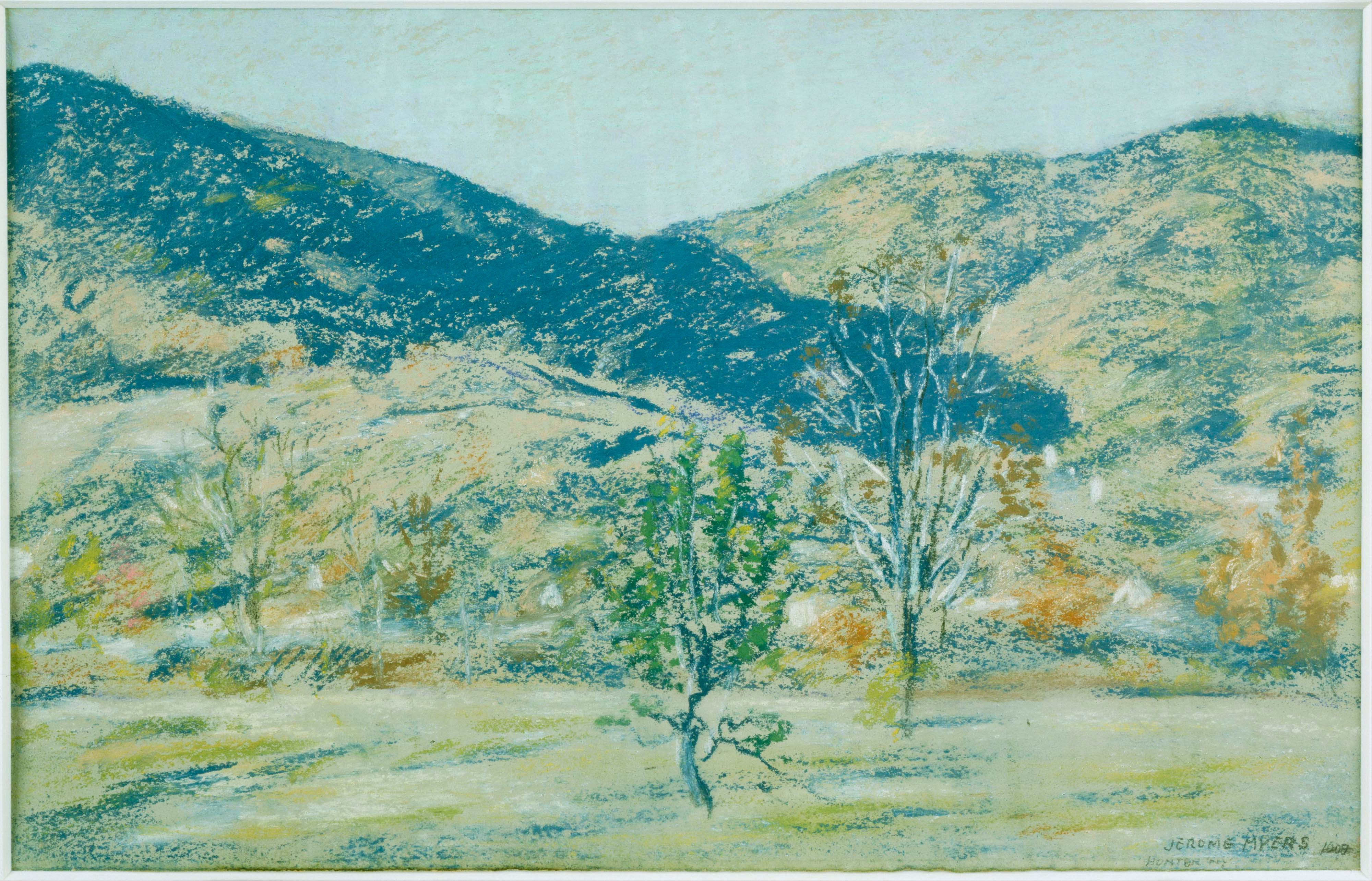
Landscape、ジェローム・マイヤーズ（英語版）、制作年不詳、フィリップス・コレクション
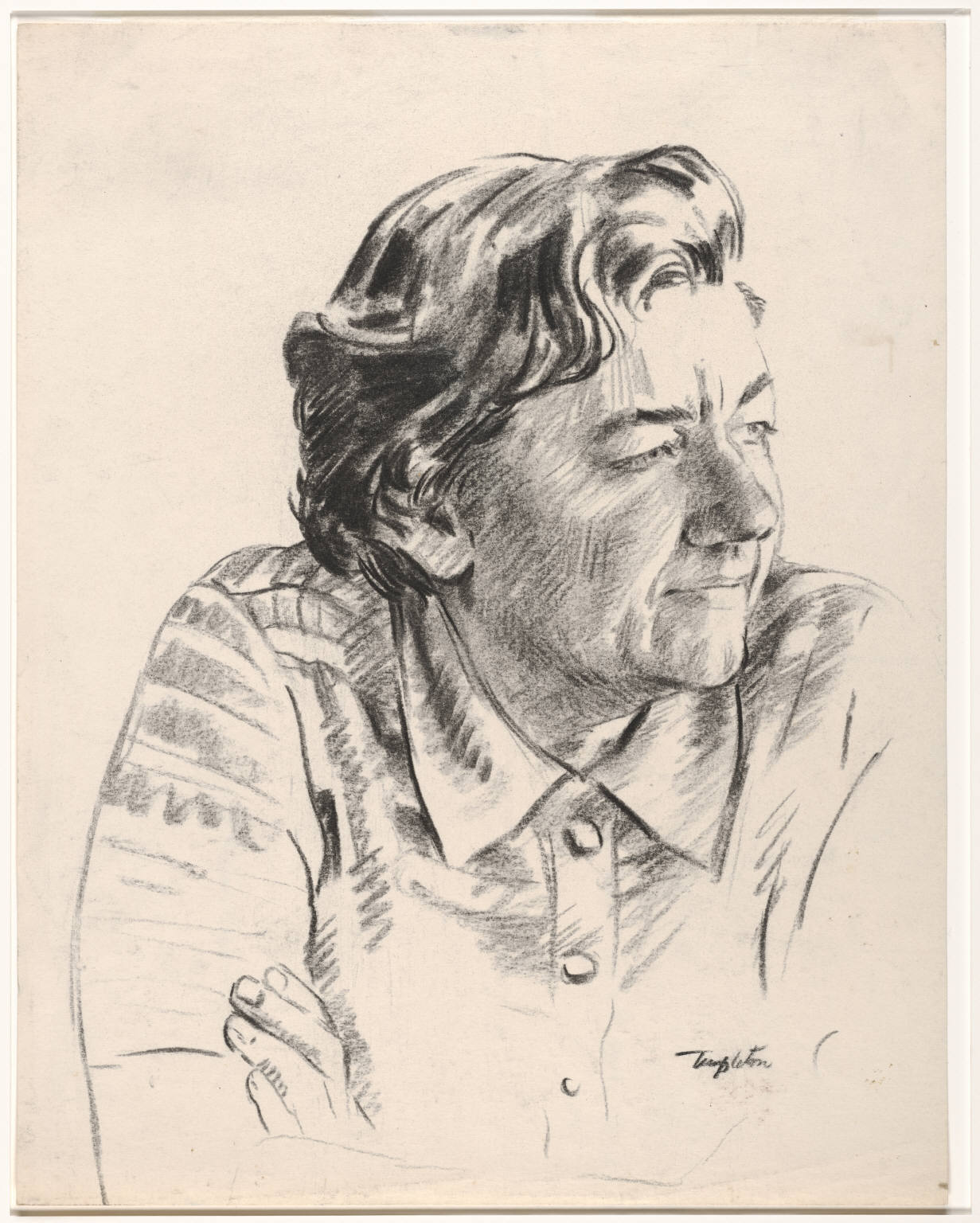
Sketch of Catherine G. Roraback（英語版）、ロバート・テンプルトン（英語版）、1971年、イェール大学バイネキ稀覯本・手稿図書館
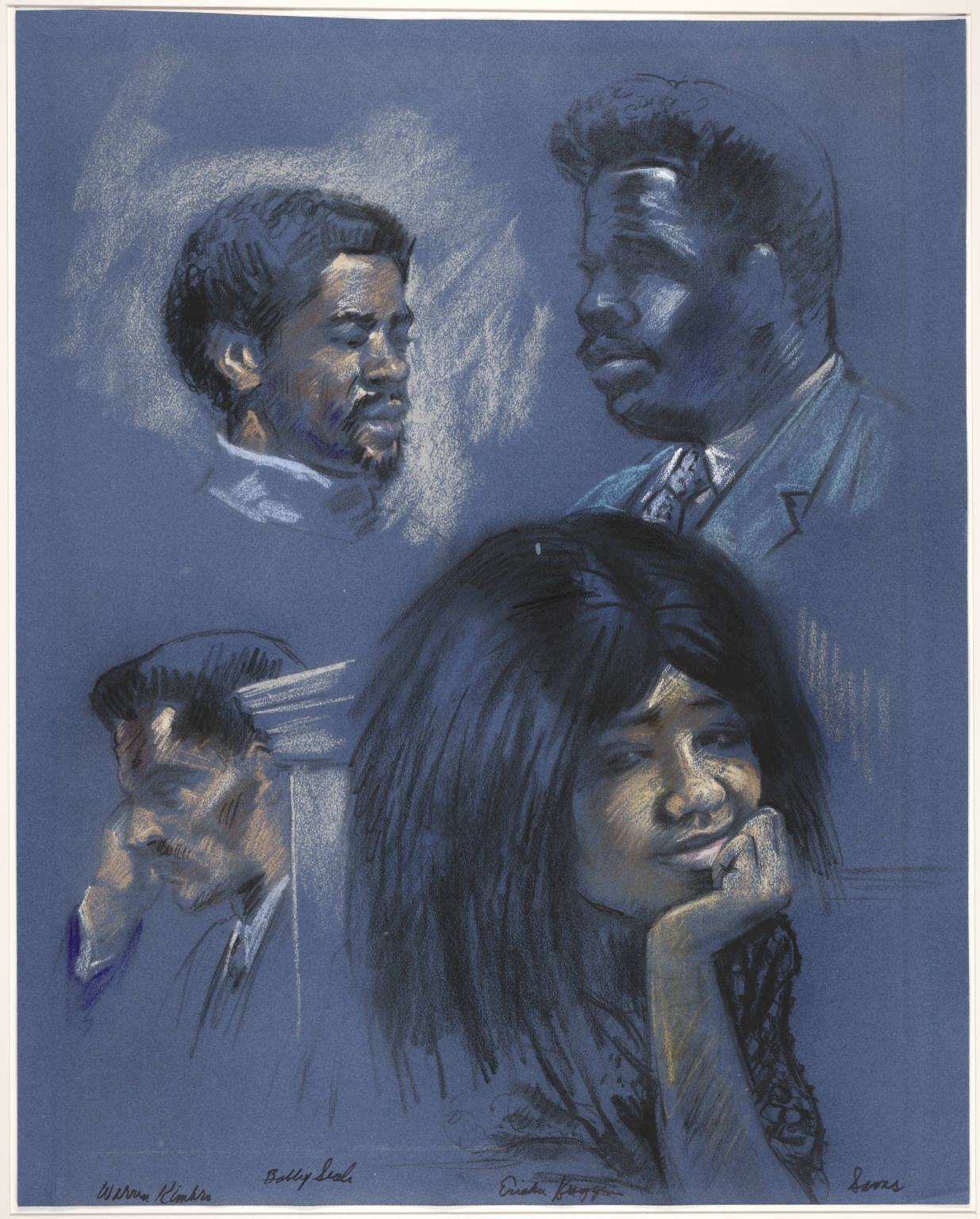
Sketch of four head representations、同